# Grundisburgh
Grundisburgh est un village et une paroisse civile du Suffolk, en Angleterre.